# Сапир, Йосеф
Йосеф Сапир (ивр. יוסף ספיר‎; род. 27 января 1902 года, Яффо, Османская Палестина — 26 февраля 1972 года, Израиль) — израильский политик, депутат кнессета от партии Общие сионисты, Либеральной партии и блока «ГАХАЛ»; министр в нескольких правительствах Израиля.

## Биография
Йосеф родился в городе Яффо 27 января 1902 года, в еврейской семье Элияху и Мины Сапир. Учился в школе «Эзра» в Яффо, затем в начальной школе Тель-Авива и семинаре для учителей в Иерусалиме. Возглавил синдикат цитрусовых плантаций «Пардес» в 1939 году.
Занимал пост мэра Петах-Тиквы в 1940-1951 годах. Был одним из лидеров партии Общих сионистов. Был избран в кнессет 1-го созыва от этой партии, работал в комиссии по иностранным делам и безопасности, комиссии по внутренним делам и комиссии по образованию и культуре.
В 1951 году Сапир был переизбран в кнессет 2-го созыва, возглавил комиссию по внутренним делам, работал в комиссии по экономике. Избирался в кнессет 3-го и 4-го созывов от фракции Общих сионистов, входил в состав финансовой комиссии кнессета.
Во четвёртом правительстве Израиля занимал пост министра здравоохранения (24 декабря 1952 года — 29 декабря 1953 года), затем его сменил Йосеф Серлин. Взамен Сапир получил портфель, ранее принадлежавший Серлину, портфель министра транспорта. Данный пост он сохранил в пятом правительстве Израиля.
Вошел в состав Либеральной партии, избирался от неё в кнессет 5-го созыва. Затем работал в кнессете в составе блока «ГАХАЛ». Работал в финансовой комиссии (5, 6 созывы) и комиссии по иностранным делам и безопасности (7 созыв).
Был одним из инициаторов создания блока ГАХАЛ. В 1971 году был назначен председателем Либеральной партии.
В тринадцатом и четырнадцатом правительствах Израиля имел пост министра без портфеля. В правительстве Голды Меир (15) с 15 декабря 1969 года по 6 августа 1970 года работал министром торговли и промышленности, затем этот пост получил Пинхас Сапир.
Скончался 26 февраля 1972 года в Израиле, в чего честь назван населённый пункт Кармей-Йосеф.